# Cloudesley
Cloudesley (1830) es la quinta novela publicada por el filósofo y novelista del siglo XVIII William Godwin.

## Detalles de publicación
Cloudesley fue publicado trece años después que Mandeville, la cuarta novela de Godwin, y dos años después de que se completase su obra de cuatro volúmenes Historia de la Commonwealth de Inglaterra. Tenía 74 años cuando Cloudesley fue lanzado a la venta.

## Argumento y temática
Según el historiador literario Graham Allen, «Cloudesley es una historia de engaño y usurpación, fraude y culpa prolongada; pero, de forma mucho más importante, es la historia de cómo un hombre crece lo suficiente como para que el crimen trascienda no sólo su propio pasado, sino también las leyes aparentemente inexorables de la relación de sangre y las divisiones de clases». Argumenta que Cloudesley «es el mejor ejemplo de una temática frecuente en las obras de Godwin, algo que obviamente lo involucraba en forma directa: la capacidad de los seres humanos de trascender la lógica aparente de la sangre y la habilidad de formar relaciones parentales y filiales con aquellos con los que no están relacionados en manera sanguínea».